# Ossessione fatale (film 1990)
Ossessione fatale (Naked Obsession) è un film del 1990 diretto da Dan Golden.

## Trama
Franklyn Carlysle, membro del consiglio comunale, viene derubato mentre sta svolgendo un'indagine su un progetto di riqualificazione urbana. Sam Silver, un uomo con le parvenze di un barbone, lo soccorre e lo accompagna in uno strip bar, dove in seguito ha un rapporto sessuale con Lynne, una delle spogliarelliste; la donna tuttavia il mattino dopo viene trovata assassinata.